# دریاچه دوخواهران
دریاچه دوخواهران دریاچه‌ای است در دامنه‌های غربی قله دماوند، که نزدیک مجوعه قلل دوخواهران در بخش لاریجان شهرستان آمل قرار گرفته است. این دریاچه در جاده هراز و در قلب منطقه البرز مرکزی قرار دارد.
دریاچه دوخواهران در ارتفاع ۳۸۸۰ متری و در نقطه‌ای ساکت و آرام به دور از تابش خورشید قرار دارد. آب دریاچه از ذوب برفهای بسیار سنگین و بهمن‌های اطراف تأمین شده و بسیار سرد است و عمق چندانی ندارد.
این منطقه از جاذبه‌های گردشگری آمل محسوب می‌شود./مختصات جغرافیایی 36°04'18"N 52°03'59"E • 2.44 km/

## مسیر
با پشت سر گذاشتن دو سوم جادۀ هزار در قلب منطقۀ البرز مرکزی، به محلی موسوم به دو راهی پنجاب می رسید. این دو راهی و جاده ای خاکی که مسیر مواصلاتی نمارستاق نام گرفته، از آبادیهای چندی چون پنجاب، سوا، شیخ محله، کلری، دیوران عبور کرده و سرانجام به آبادی بزرگ نمارستاق در کنار رودخانۀ خروشان آن که سرچشمه از کوههای ناظر و شکر لقاس دارد می رسید. اواخر خرداد ماه بهترین موقع است. و هوا رو به گرمی است. از پلی بر رودخانه عبور کنید، در مسیری پاکوب قرار می گیرید و به سوی غرب ادامۀ مسیر دهید. پس از یک ساعت به دشت وسیع و بی انتهای دریوک می رسید. تمامی دشت سرسبز را طی می کنیم و به سوی جنوب مایل شده، وارد دره کوچکی در پای قلل لهرا می شوید. مسیر با پیچ و خمهای متعدد ارتفاع می گیرد و سرانجام پس از سه ساعت کوهپیمایی آرام و گام به گام بر گردنه لهرا به ارتفاع ۳۷۰۰ متر قرار می گیرید. در پیش رویتان و در سمت جنوب منظرۀ با شگوهی از خط الرأس دیواره های صخره ای دو خواهرون و چپکرو دیده می شود که برف نسبتا زیادی شیارها و دهلیزهای آن را پوشانده است. هوا صاف و آفتابی است و ما اکنون درست در روبروی قلۀ برج مانند مخروط سر قرار دارید. از گردنه سرازیر شده به سوی کف دره بیایید و پس از نیم ساعتی به سرچشمۀ بسیار زیبای رودخانه سه سنگ می رسید و در کنار رودخانه چادر خود را برپا کنید. دره سه سنگ که در شمال خط الرأس قرار دارد، منطقه ای برفچالی در این موقع از سال به حساب می آید. هوای فرحبخشی جریان دارد و دیدار و شناسایی مجموعه قلل دوخواهرون و سه سنگ خالی از لطف نیست. با آماده کردن وسایل، یک شب بسیار سرد را در کنار رودخانه سه سنگ به سر ببرید. و صبح نه چندان زود آماده حرکت برای یافتن دریاچه دوخواهرون شوید. از اینجا حدود یک ساعتی به سوی غرب حرکت کرده، زمانی که درست در مقابل دو قله نزدیک به هم دوخواهرون قرار می گیرید، به سمت جنوب و رو به سوی قله از تپه ماهورهایی که برف قسمت سایه دار آن را پوشش داده عبور کرده بتدریج ارتفاع می گیرید و در بالای یکی از این تپه ها در زیر دیوارۀ شمالی دوخواهرون به دریاچۀ آن با آبی به رنگ به رنگ فیروزه می رسید. دریاچه در ارتفاع ۳۸۸۰ متری و در نقطه ای ساکت و آرام به دور از تابش خورشید قرار دارد. آب آن ماحصل ذوب برفهای سنگین و بهمن هایی است که از خط الرأس به پایین سرازیر می شود. زمانی را به دیدار، استراحت و عکاسی بپردازید . آب دریاچه بسیار سرد است و از عمق چندانی نیز برخوردار نیست. برکۀ کوچکتر دیگری نیز در سمت چپ آن خودنمایی می کند که به اندازۀ این دریاچه نیست. دو ساعت توقف کنید و سپس از مسیر تپه ماهورها خود را به محل اردو در کنار رودخانه سه سنگ برسانید.